# اروی بنت عبدالمطلب
اروی بنت عبدالمطلب(به عربی: أروى بنت عبد المطلب) عمه پیامبر اسلام محمد و از  صحابه او بود.

## زندگی
او در حدود سال ۵۶۰ در مکه به دنیا آمد، پدرش عبدالمطلب و مادرش فاطمه بنت عمرو از قبیله بنو مخزوم قریش بود.
شوهر اولش عمیر بن وهب بود که از او صاحب پسری بنام طلیب شد. شوهر دومش ارطه بن شرهبیل بن هاشم بود، که از او صاحب دختری بنام فاطمه شد.

## گرویدن به اسلام
پسرش طلیب در خانه ارقم اسلام آورد. اروی حمایت خود از برادرزاده‌اش را اعلام کرد و گفت که اگر مرد می‌بود برای حفاظت از برادرزاده‌اش اسلحه می‌گرفت‌. سپس طلیب پرسید چه چیز او را از پذیرش اسلام بازداشته‌است. اروی اعلام ایمان کرد و در مکه به حمایت از محمد پرداخت.
برادرش ابولهب به او گفت از اینکه او دین پدرانشان را رها کرده شگفت‌زده شده‌است. اروی به او پاسخ داد که او مسلمان‌ است و به ابولهب توصیه کرد که از برادرزاده‌اش حمایت کند زیرا حتی اگر ماموریت محمد شکست بخورد ابولهب این بهانه را خواهد داشت که او فقط از یکی از اعضای خانواده‌اش محافظت می‌کند.
او در سال ۶۲۲ به مدینه هجرت کرد.
معروف است که در دفاع از محمّد پیامبر اسلام شعر می‌گفته‌است.